# Grad Struga
Grad Struga (nemško Strugg) je grad, ki stoji na desnem bregu reke Krke, v bližini Otočca na Dolenjskem.

## Zgodovina
Ime Struga verjetno izhaja še iz staroslovenske besede Ostrog, ki se je uporabljala za lesene obrambne stolpe. Prvotni dvor je omenjen leta 1447 in 1449, ko ga je imel v fevdu Nikolaj Ringhut. Karel pl. Jurič, zakupnik gradu Mehovo. Kot grad je bil objekt zgrajen po potresu leta 1511, baroni Juriči pa so ga imeli v lasti do leta 1822, ko ga je na dražbi kupil vitez Jožef Jelovšek pl. Fichtenau. Pred drugo svetovno vojno je bila lastnica graščakinja Antonija Fichtenau roj. Hutter, po vojni pa je bil nacionaliziran. Stavbo in posestvo sta dobila v upravljanje kmetijska zadruga Krka in provinciat kongregacije sester notredamk. V gradu so bila od osemdesetih let 20. stoletja do leta 2008 stanovanja, leta 2008 pa se je začela obnova gradu. Danes je grad obnovljen, v njem pa je urejen živi muzej.
Štiritraktno poslopje z deloma arkadnim dvoriščem in dvema štirioglatima obrambnima stolpoma je bilo z Odlokom o razglasitvi naravnih znamenitosti in nepremičnih kulturnih in zgodovinskih spomenikov v občini Novo mesto(Uradni list RS št. 38/1992), leta 1992 razglašeno za kulturni spomenik lokalnega pomena.
Dogajanje na gradu Struga je vsebina novele Ivana Tavčarja Otok in Struga (1881).